# Friedrich Hüffmeier
Friedrich Hüffmeier, né le 14 juin 1898 à Kunersdorf (Royaume de Prusse, aujourd'hui Kunowice en Pologne), mort le 13 janvier 1972 à Münster (Allemagne de l'Ouest), est un amiral allemand de la Seconde Guerre mondiale.

## Biographie
Il s'engagea comme volontaire dans la Marine impériale allemande au début de la Première Guerre mondiale et allait faire toute sa carrière dans la marine allemande. 
Au début de la Seconde Guerre mondiale, il est nommé chef du département de la construction au bureau des sous-marins. De mai 1941 à mars 1942, il commande le croiseur léger Köln avec lequel il participe à la prise de l'île de Dägo dans la Baltique. D'avril 1942 à octobre 1943, il commande le cuirassé Scharnhorst.
En octobre 1943, il est promu contre-amiral et est nommé jusqu'en juin 1944 chef du bureau du Wehrgeistiger Führungsstab au haut commandement de la Kriegsmarine. Ce poste, que l'on pourrait comparer  à celui de commissaire politique dans l'Armée rouge, est chargé de maintenir le moral et l'esprit national-socialiste au sein des marins. De juin 1944 à juillet 1944, il est en poste au Commandement naval pour l'Ouest en France puis il est nommé dans les îles Anglo-Normandes. Jusqu'à la fin de la guerre, il est le chef des forces navales allemandes dans l'archipel et commandant de la forteresse Guernesey. À partir de février 1945, en remplacement du Generalleutnant Rudolf von Schmettow (en), il devient également commandant des forces armées allemandes des îles Anglo-Normandes et est nommé vice-amiral.  
À ce titre, il ordonnera en mars 1945, le raid allemand sur Granville alors que les troupes alliées ont déjà pénétré en Allemagne. 
Il se rendra le 9 mai 1945, avec l'ensemble des forces allemandes des îles Anglo-normandes, le lendemain de la capitulation du Troisième Reich. Fait prisonnier de guerre en Angleterre, il sera libéré en 1948.
Dans l'ouvrage Death of the Scharnhorst (1983),  John Winton indique que l'équipage du Scharnhorst ne l'appréciait pas, le jugeant inapte au commandement d'un navire et qu'il avait obtenu ce poste plus sur son influence que sur ses capacités de commandement à la mer. L'auteur rapporte ainsi plusieurs erreurs de navigation.

## Source
Vizeadmiral Friedrich Huffmeier sur le site du camp 11